# Bogdan Zakrzewski
Bogdan Zakrzewski (ur. 25 września 1916 w Poznaniu, zm. 23 października 2011 we Wrocławiu) – polski historyk i badacz literatury polskiej, profesor Uniwersytetu Wrocławskiego.

## Życiorys
Urodził się w 25 września 1916 w Poznaniu. Był absolwentem tamtejszego uniwersytetu i w latach 1945-1952 jego pracownikiem naukowym. Z Uniwersytetem Wrocławskim związany był od roku 1952, sześć lat później został zaś profesorem na tej uczelni. W latach 1955–1969 szefował Katedrze Literatury Polskiej, później do roku 1971 był dyrektorem Instytutu Filologii Polskiej; pełnił także funkcję prodziekana Wydziału Filologicznego UWr.
Specjalizował się w literaturze polskiego romantyzmu, badacz XIX-wiecznych pieśni patriotycznych i rewolucyjnych, literatury i folkloru Śląska; uznawany był za znawcę twórczości m.in. Aleksandra Fredry.
Był członkiem Komitetu Nauk o Literaturze Polskiej Akademii Nauk, a także Polskiej Akademii Umiejętności (od 1992). Przez pewien okres był przewodniczącym Wydziału I Wrocławskiego Towarzystwa Naukowego, Rady Naukowej IBL i Rady Naukowej Ossolineum oraz redaktorem naczelnym "Pamiętnika Literackiego" (1960-1998) i "Prac Literackich".

## Wyróżnienia[2]i nagrody
- Nagroda Wrocławia
- Medal Komisji Edukacji Narodowej
- Krzyż Kawalerski Orderu Odrodzenia Polski
- Krzyż Oficerski Orderu Odrodzenia Polski
- Krzyż Komandorski Orderu Odrodzenia Polski
- doktorat honoris causa Uniwersytetu Wrocławskiego
- Nagroda „Trybuny Ludu” (1983)[4]

## Wybór prac[1]
- Mickiewicz w Wielkopolsce (1949)
- Pieśni ludu śląskiego ze zbiorów rękopiśmiennych Józefa Lompy (1970)
- Tematy śląskie (1973)
- Fredro i Fredrusie (1974)
- Fredro z paradyzu (1976)
- Palen na cara (1979)
- Sztandar i krew (1982)
- Hajże na Soplicę (1990)
- Śląskie przygody Aleksandra Fredry (1991)
- Fredro nie tylko komediopisarz (1993)
- Dwaj wieszcze, Mickiewicz i Wernyhora (1996)
- "Natus est" Pan Tadeusz (2001)